# Ordo senatorius
Az ordo senatorius, azaz a szenátori rend a Római Birodalom legtekintélyesebb és leggazdagabb rendje,
amelyik a szenátus tagjaiból - a szenátorokból - és idővel azok családjából állt. A birodalom vezető rétegének második és harmadik rendje a lovagrend (ordo equester) és a városok vezető rétegét adó ordo decurionum voltak.

## ARómai Királyságidején
A királyság idején a senatorok még nem különültek el rendileg a patriciusoktól, a tulajdonképpeni korai
lovagrendtől.

## ARómai Köztársaságidején
A plebeiusok harcainak eredményeképpen az i. e. 5. században a korábbi születési, zárt lovagrend a servius-i alkotmány következtében vagyoni cenzuson (ld. classis) alapuló renddé alakult, s plebejusok is egyre nagyobb számban bejuthattak oda. Ekkor a szenátorok formálisan kiléptek a lovagrendből és létrehozták az eleinte sokkal zártabb ordo senatoriust.
Kezdetben kevés lovagrendű tudott bejutni a szenátori rendbe, csak a köztársaság utolsó időszakában szaporodott meg az ilyen homo novus-ok száma.
Szigorúan véve csak maguk a szenátorok számítottak a rend tagjainak, de a köznyelv odasorolta fiaikat is, annál is inkább, mert a szenátori helyek felszabadulás - apjuk halála - után csak nekik volt valós esélyük erre, hogy a következő cenzus idején a censor felvegye őket a szenátori névjegyzékbe.
A rend tagjai viselték a legfőbb állami tisztségeket, a magisztrátusi hivatalokat, amelyek sorrendjét, minimális életkorát, a köztük lévő várakozási idővel a cursus honorum szabályozta. A rendbe való kerülés minimális feltétele a legalacsonyabb magisztrátus, a quaestor tisztségének elnyerése volt. A fiúk előtt azután nyitva állt az út a többi tisztség elnyerésére.
A magasabb (curulis-i) magisztratúrák elnyerésére azonban főleg az ősi curia-kba sorolt nemzetségek, az ún. gentes maiores tagjainak volt mindaddig, amíg ők a császárkorra zömmel ki nem haltak. A magisztratúra-viseltek egy elkülönült csoportot alkottak a renden belül, ők voltak a ténylegesen a hatalmat kezükben tartó nobiles (nemesek).

## Aprincipatusidején
Augustus örökletessé tette a rend tagságát, azaz ekkortól a szenátorok családtagjai is hivatalosan a rend tagjainak számítottak.
A rend tagjai számára minimális vagyonként ebben az időben 1 millió sestertius volt előírva. 
Ők voltak a legnagyobb földbirtokosok, latifundiumaikat jellemzően rabszolgákkal műveltették.
Bizonyos állami állásokat csak ők tölthettek be. Hatalmukat egyik oldalról a princeps tekintélye korlátozta, másrészt viszont növelte az, hogy a római népgyűlések ebben a korszakban minden jelentőségüket elvesztették, s szerepüket a senatus vette át. A szenátori családok alacsony termékenységi rátája miatt a rendet folyamatosan fel kellett újítani a lovagrendből, így tehát a rend nem volt egy zárt kaszt.

## Adominatusidején
A hadsereg szerepe, és az annak parancsnoki gerincét adó lovagrend szerepe erősen megnövekedett. 
Ugyanakkor a császárok szinte soha nem tartózkodtak Rómában, így kapcsolatuk a szenátorokkal nehézkessé vált, ami a szenátori rend politikai eljelentéktelenedéséhez vezetett az i. sz. 3. században. Továbbra is a rend tagjai voltak a birodalom legnagyobb földbirtokosai, igen tekintélyes személyek, de politikai szerepüket átvették a lovagrendűek, akik a császár melletti tanácsadó testületet adták.